# Phyllopodium
Phyllopodium es un género con 39 especies de plantas de flores perteneciente a la familia Scrophulariaceae. 

## Especies seleccionadas
- Phyllopodium alpinum
- Phyllopodium anomalum
- Phyllopodium augei
- Phyllopodium baurii
- Phyllopodium bracteatum

- Datos: Q9059215
- Especies: Phyllopodium